# Рудня-Базарська
Рудня-Базарська — село в Україні, в Народицькій селищній територіальній громаді Коростенського району Житомирської області. Населення становить 74 осіб.

## Населення
Станом на 1 жовтня 1941 року в селі налічувалось 105 дворів з 358 мешканцями в них, в тому числі: чоловіків — 163 та жінок — 195.

## Історія
У 1906 році село Базарської волості Овруцького повіту Волинської губернії. Відстань від повітового міста 49 верст, від волості 1. Дворів 24, мешканців 236.
9 листопада 1921 р. під час Листопадового рейду у Рудні-Базарській зупинилася на ночівлю Подільська група (командувач Сергій Чорний) Армії Української Народної Республіки.